# Darrylia clendenini
Darrylia clendenini é uma espécie de gastrópode do gênero Darrylia, pertencente a família Horaiclavidae.